# Ошанина, Елена Николаевна (революционерка)
Елена Николаевна Ошанина (12 июня 1874, село Покровское, Орловская губерния — после 1935, Казань?) — русская революционерка-народница, член партии эсеров.
Дочь видной русской революционерки Оловенниковой (Ошаниной) Марии Николаевны, племянница русских революционерок Натальи и Елизаветы Оловенниковых.

## Биография
Единственный ребёнок в семье представителя старинного дворянского рода, чиновника Орловской контрольной палаты Николая Дмитриевича Ошанина и дочери богатого орловского помещика Марии Николаевны (в девичестве Оловенниковой). Мать, увлёкшись народническими идеями уехала в 1875 году в Санкт-Петербург, а отец семейства умер весной 1878 года, когда дочке шёл четвёртый год. Поэтому воспитанием девочки занималась бабушка Любовь Даниловна Оловенникова.
После окончания Орловской гимназии, проработала 4 года учительницей. Поступила на фельдшерские курсы в Саратове. В 1899 году участвовала в революционных кружках учащихся, хранила и распространяла запрещённую литературу, печатала прокламации.
В 1902 году по приговору Саратовской судебной палаты за участие в политической демонстрации 5 мая 1902 года в Саратове, сослана в ссылку на поселение и водворена на территорию Аскызской инородческой управы Минусинского уезда Енисейской губернии.
В 1904 году была снова арестована и посажена в Минусинскую тюрьму, где пробыла 5 месяцев. Затем бежала за границу в Швейцарию и жила до июня 1905 года, после чего нелегально вернулась в Россию. Вступила в партию социалистов-революционеров и работала в Черниговской и Казанской губерниях под кличками «Катя» и «Анна».
В 1906 году арестована и содержалась в Казанской тюрьме год до суда. Казанской судебной палатой приговорена к 4 годам тюрьмы за «бродяжничество» и к 2 годам крепости за противоправительственную пропаганду среди крестьян. Когда открыла своё настоящее имя, то Казанский окружной суд 13 мая 1909 года в Чистополе осудил за побег с поселения на 3 года каторги. По апелляции Казанская судебная палата отменила этот приговор, принимая во внимание амнистию 1905 года, и оставила в силе приговор 1907 года. В 1909 году была освобождена и работала фельдшером до 1917 года.
Член Общества бывших политкаторжан и ссыльнопоселенцев. Автор воспоминаний.

## Заслуги
С 1924 года получала персональную пенсию РСФСР.